# Julio Iribarren Borges
Julio Iribarren Borges (1909-Caracas, Venezuela, 1-3 de marzo de 1967) fue un médico venezolano que se desempeñó como director de Fedecámaras entre 1960 y 1963 y como presidente del Instituto Venezolano de los Seguros Sociales (IVSS). Julio fue secuestrado y asesinado por las Fuerzas Armadas de Liberación Nacional (FALN) en 1967.

## Carrera
Julio Iribarren se desempeñó como director de Fedecámaras entre 1960 y 1963 y como presidente del Instituto Venezolano de los Seguros Sociales (IVSS).

## Secuestro y asesinato

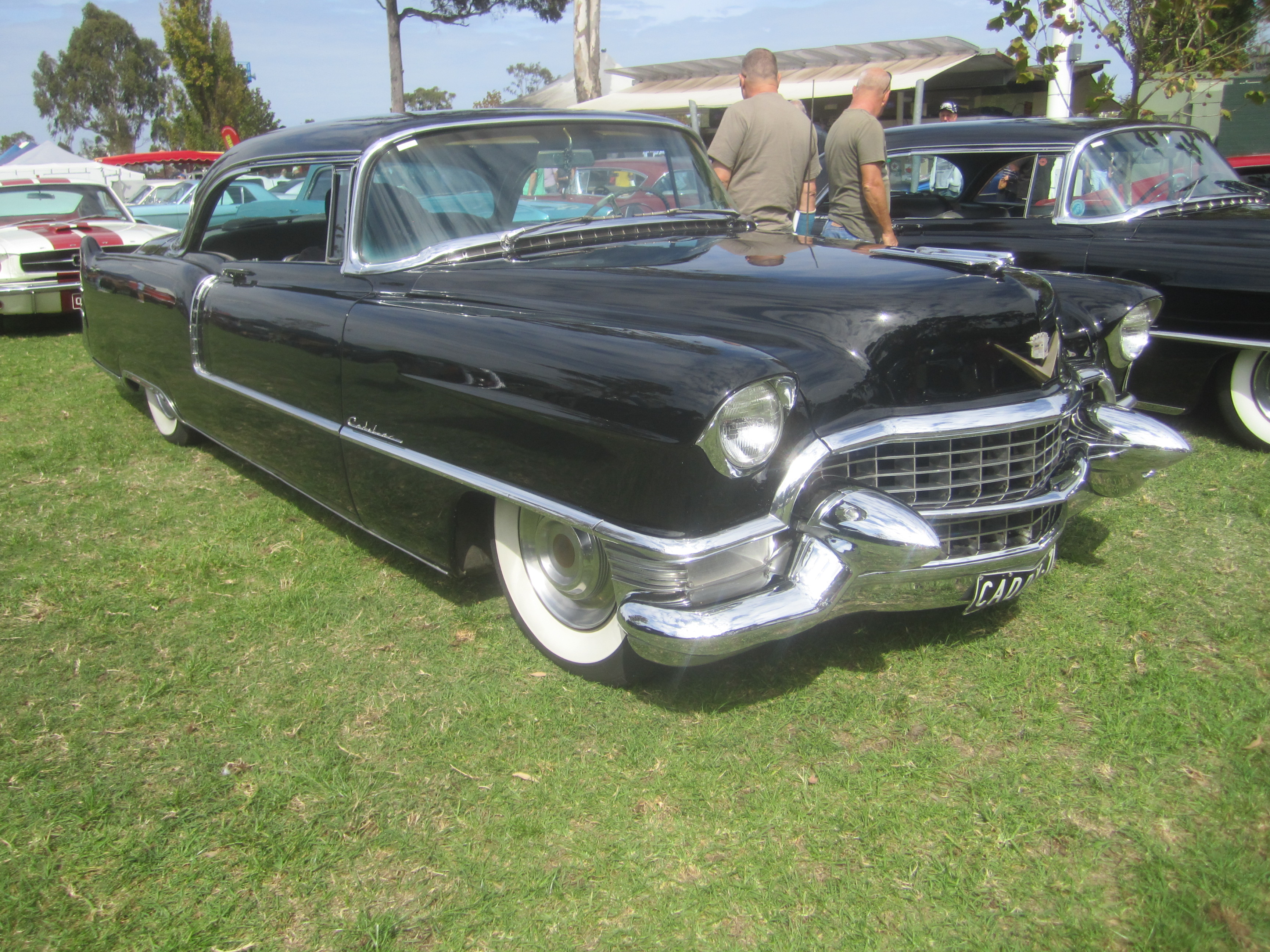
Cadillac negro similar al que conducía Iribarren Borges cuando fue secuestrado.

El 1 de marzo de 1967, Julio Iribarren fue secuestrado mientras viajaba con su esposa en un automóvil. El cuerpo de Julio fue encontrado el 3 de marzo con signos de tortura y en el km. 12 de la carretera Panamericana, cerca de Caracas. Junto al cuerpo se encontraron panfletos de las Fuerzas Armadas de Liberación Nacional (FALN) que decían que por cada miembro de las FALN muerto o desaparecido morirían tres funcionarios gubernamentales.
Una caravana de automóviles acompañó a Iribarren Borges a su funeral el 11 de marzo de 1967. Las garantías constitucionales, recién restituidas, volvieron a ser suspendidas, parcialmente por este hecho.

## Vida personal
El hermano de Julio, Ignacio Iribarren Borges, era diplomático y se desempeñó como ministro de relaciones exteriores de Venezuela. Julio estaba casado con Chichí Sucre de Iribarre y tuvo dos hijos, Julito y Cristina.